# Йон Шпорн
Йон Шпорн (словен. Jon Šporn, нар. 22 травня 1997) — словенський професійний футболіст, півзахисник українського клубу «Чорноморець».

## Клубна кар'єра
У липні 2023 року став гравцем одеського «Чорноморця». В офіційних матчах у складі «Чорноморця» дебютував 30 липня 2023 року у грі 1-го туру прем'єр-ліги чемпіонату України сезону 2023/24 між командами ЛНЗ (Черкаси) – «Чорноморець» (Одеса), де забив свій перший гол як гравець «моряків».